# راجنار دالبيرغ
راجنار دالبيرغ (بالسويدية: Ragnar Dahlberg)‏ هو مقدم تلفزيوني سويدي، ولد في 15 فبراير 1943 في ستوكهولم في السويد.